# Калибр-ПЛ
Калибр-ПЛ (Club-S — экспортный вариант) — российская интегрированная ракетная система, размещаемая в 533 мм торпедных аппаратах подводных лодок и предназначенная для поражения надводных, подводных и наземных целей. Системой могут оснащаться любые подводные лодки, имеющие подобные торпедные аппараты.
«Ракета «Калибр-ПЛ» представляет собой ракетную торпеду, сначала производится пуск торпеды, после чего удаляется часть торпедная и дальше ракета следует по воздушным участкам, как ракета.
Предназначена для запуска различных ракет семейства «Калибр». В составе системы могут применяться противокорабельные ракеты (3М54(Э), 3М54(Э)1), ракеты для поражения наземных целей (3М14(Э)) и противолодочные ракеты (91Р(Э)1). 
Калибр-ПЛ станет основным вооружением для противолодочной версии перспективных подводных лодок проекта «Хаски».

## Комплектация
Основным элементом системы является 533 мм торпедный аппарат. Ракетная система способна поражать назначенные цели при ведении боевых действий в условиях сильного радиоэлектронного и огневого противодействия.
В стандартную комплектацию интегрированной ракетной системы входят:
- универсальная система управления стрельбой
- пусковая установка 533 мм торпедный аппарат (для ракет 3М54(Э), 3М54(Э)1, 3М14(Э), 91Р(Э)1)
- системы электропитания и жизнеобеспечения
- наземная система оборудования для технического обеспечения.

Может принимать данные целеуказания от любых береговых, корабельных, авиационных, спутниковых систем и комплексов.

## Система управления
Корабельная универсальная система управления (КУСУ) работает в реальном режиме времени и обеспечивает приём целеуказаний от корабельной БИУС, предстартовую подготовку ракет перед пуском, за время которой проводится проверка бортовых систем ракет, формирует и вводит в ракеты полетные задания и осуществляет пуск.

## Управляемые крылатые ракеты

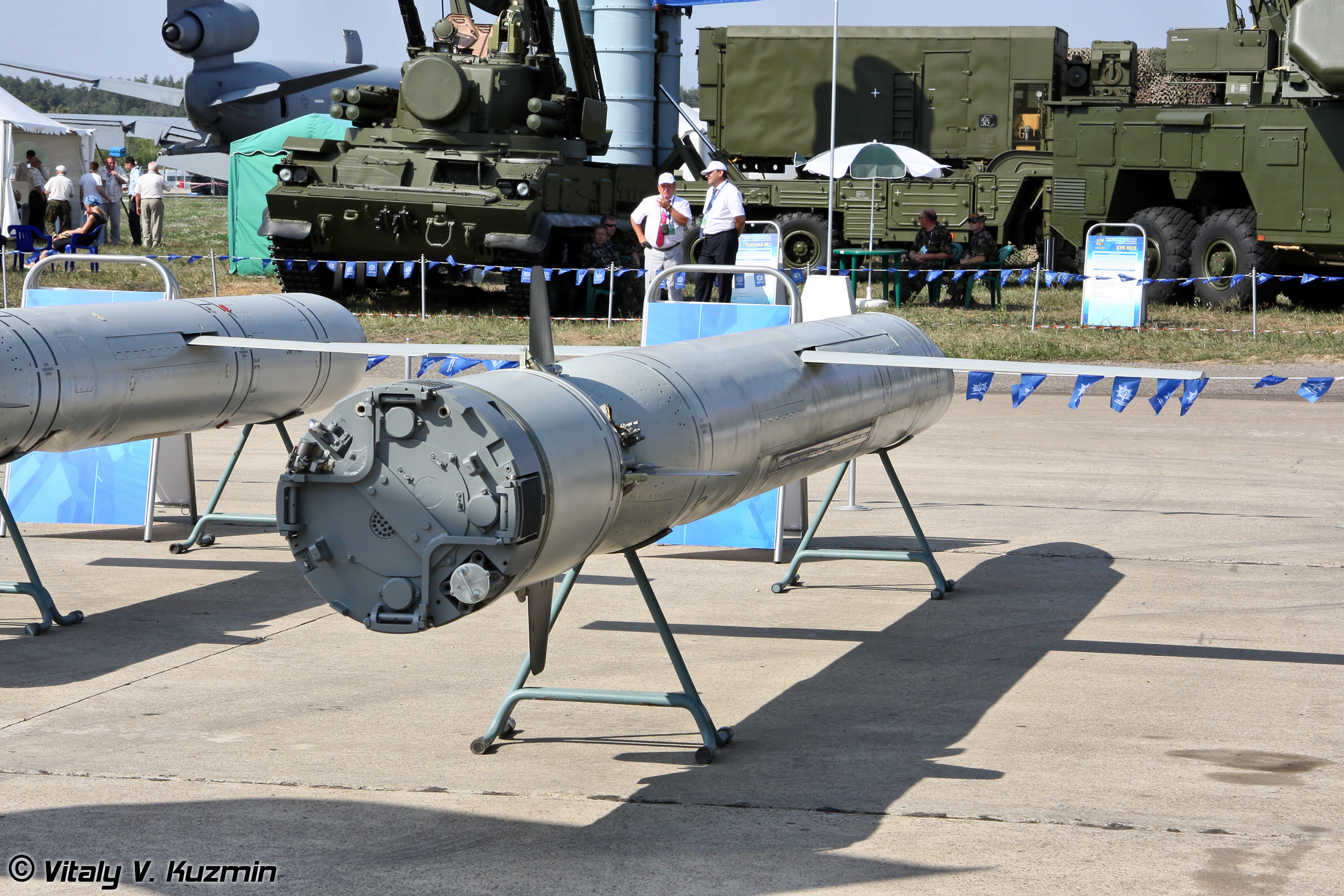
Ракета 3М53Э, вид сзади

1. Противокорабельная ракета 3М54(Э) оснащается 200 кг неотделяемой БЧ и активной радиолокационной головкой самонаведения АРГС-54 с дальностью действия около 60 км. Она проводит полёт, на маршевом участке, на высоте 20 метров над уровнем моря с последующим снижением до 10 метров на конечной траектории полёта.
2. Противолодочная ракета 91Р(Э)1 (комплекс «Ответ») оснащается отделяемой головной малогабаритной самонаводящейся торпедой МПТ-1УМ(Э) вместо БЧ и проводит полёт по баллистической траектории с отделением головной части в расчётной точке.
3. Ракета против береговых целей 3М14(Э) оснащается 450 кг неотделяемой фугасной БЧ и активной радиолокационной головкой самонаведения АРГС-14. Она проводит полёт, на маршевом участке, над морем на высоте 20 метров и над сушей на высоте 50 метров с последующим подъёмом на высоту 150 метров на конечной траектории полёта и подрывом в воздухе БЧ для нанесения максимального ущерба объекту[4].

## Принцип действия
Полученные координаты целей поступают в вычислительное устройство (ВУ) системы управления, которое учитывает курс и скорость своего корабля и по элементам движения целей вычисляет упреждённые точки встречи с ними, причём вычисленные данные с течением времени непрерывно обновляются и уточняются. 
Оператор сообщает ВУ о необходимости пуска и количестве и типе ракет в залпе, а система управления производит предстартовую 10 секундную подготовку ракет(ы), ввод полётного задания и осуществляет одиночный или залповый пуск. 
При нажатии кнопки «Пуск», ракета(ы) выталкиваются из торпедного аппарата с последующим запуском стартового твердотопливного двигателя, который обеспечивает движение под водой, выход из-под воды и набор высоты. 
После отделения стартовой ступени включается маршевый двигатель, который обеспечивает управляемый полет ракет(ы) в расчетную точку встречи. На 1 цель одновременно можно выводить до 4 ракет, которые проводят атаку с разных направлений и обеспечивают траекторию полёта с наименьшим оптимальным временем нахождения ракет(ы) в зоне ПВО противника.